# شانون بويد
شانون بويد (بالإنجليزية: Shannon Boyd)‏ هو لاعب دوري الرغبي أسترالي، ولد في 9 سبتمبر 1992 في غولبرن في أستراليا.

## روابط خارجية
- شانون بويد على موقع ItsRugby.co.uk (الإنجليزية)